# П'єр-Едуар Бельмар
П'єр-Едуар Бельмар (фр. Pierre-Édouard Bellemare; 6 березня 1985, м. Ле-Блан-Меніль, Франція) — французький хокеїст, лівий/правий нападник. Виступає за «Вегас Голден Найтс» в НХЛ.
Вихованець хокейної школи ХК «Монпельє». Виступав за «Руан», «Лександс», ХК Шеллефтео.
У складі національної збірної Франції учасник чемпіонатів світу 2004, 2005 (дивізіон I), 2007 (дивізіон I), 2008, 2009, 2010, 2011 і 2012. У складі молодіжної збірної Франції учасник чемпіонатів світу 2004 (дивізіон I) і 2005 (дивізіон I). У складі юніорської збірної Франції учасник чемпіонату світу 2002 (дивізіон II) і 2003 (дивізіон I).
Досягнення
- Чемпіон Франції (2003, 2006)
- Срібний призер чемпіонату Швеції (2011)
- Володар Кубка Франції (2004, 2005).